# 耶罗机场
耶罗机场 （西班牙語：Aeropuerto de El Hierro）是加那利群岛中耶罗岛上的一座机场。它位于岛首府巴尔韦德境内。1972年机场开通后极大地改变了岛上的生活，加强了和群岛中其它岛屿的联系，为新型的旅游业开辟了道路。基本上是国内航线。目的地主要是特内里费北部机场，其次是大加那利机场和拉帕尔马机场。机场在2014年接待了近十五万旅客，三千六百多次航班和74吨的货运。

## 历史
耶罗岛上第一次飞行事件是在1955年12月12日，当时一架直升机飞往该岛去接一位病人。这也是加那利群岛上第一次的救援行动。1962年开始为建造机场选址。因为岛上地形复杂，可选余地不多。最后在离岛首府巴尔韦德东北处的海边选中了一块地方。1968年底开始修建跑道和机场建筑，1972年12月12日正式开通国内和货运航线。

## 统计数据

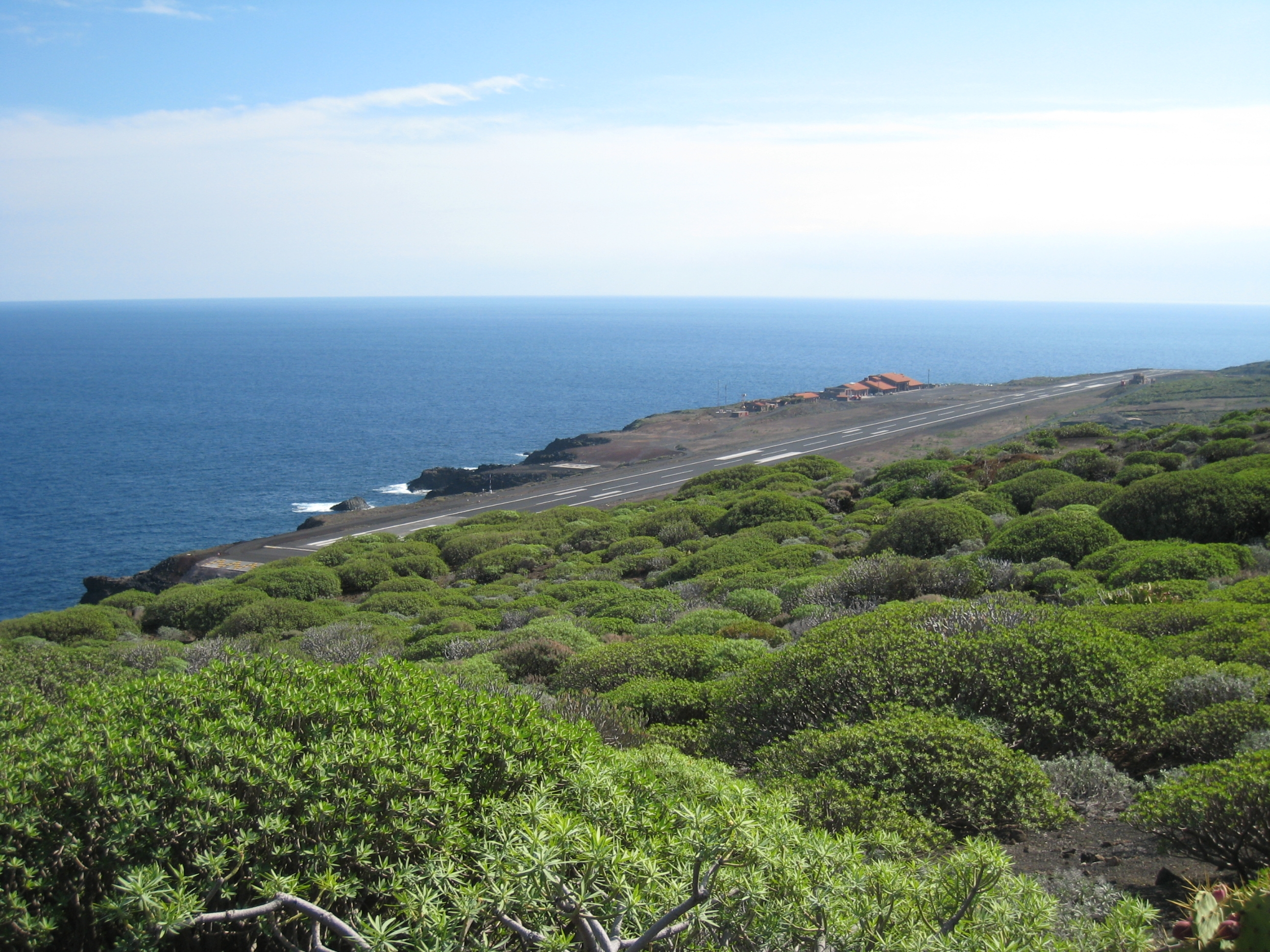
跑道

|                           | 旅客人数 | 飞机起降数量 | 货运 (吨) |
| ------------------------- | -------- | ------------ | --------- |
| 2012                      | 152,726  | 4,248        | 113       |
| 2013                      | 139,153  | 3,898        | 104       |
| 2014                      | 148,978  | 3,675        | 74        |
| 数据来源: Aena Statistics |          |              |           |